# Сокур Петро Трохимович
Петро Трохимович Сокур (25 вересня 1911, село Демківка, Подільська губернія — 11 жовтня 1987, село Бринь, Калузька область) — радянський офіцер, один з перших Героїв Радянського Союзу у Другу світову війну.

## Біографія
Народився в селянській родині. Закінчив сільську школу, потім — Ніжинський учительський інститут. Працював учителем природознавства і директором Козинецької неповної середньої школи (Тростянецький район; за іншими даними с. Козинці Липовецького району).
У Червоній армії з 1939 року. Учасник радянсько-фінської війни 1939-1940 років.
З першого дня війни брав участь у боях. У нічному бою 1 липня 1941 року , будучи червоноармійцем 335-го стрілецького полку (8-а стрілецька бригада, Ленінградський фронт), діючи в дозорі на півострові Ханко, відбив атаку противника, знищив 13 ворожих солдатів і трьох взяв у полон. Звання Героя Радянського Союзу присвоєно йому Указом Президії Верховної Ради СРСР від 13 серпня 1941 року. У 1941 році вступив у ВКП(б).
З вересня 1941 по січень 1943 року брав участь в обороні Ленінграда. Снайпер — знищив 32 фашиста, за що нагороджений орденом Вітчизняної війни I ступеня.
3 січня 1943 року отримав контузію поблизу Колпіно, під Ленінградом. Після лікування був спрямований на офіцерські курси, по закінченні яких служив воєнкомом в Лопасненському РВК. У 1945 році закінчив Вищі курси удосконалення офіцерського складу.
В подальшому — воєнком Духовщинського (Смоленська область) та Куйбишевського (Калузька область) районних військкоматів.
У 1953 році в званні капітана звільнений у запас через хворобу. Жив у селі Бринь Думіницького району (Калузька область), викладав у місцевій школі. У 1954-1959 — голова Бриньської сільської ради. З 1959 року — персональний пенсіонер союзного значення.

## Нагороди
- Медаль «Золота Зірка» Героя Радянського Союзу (13.8.1941, № 526);
- орден Леніна;
- орден Вітчизняної війни I ступеня;
- медалі.